# Hohenbrunn
Hohenbrunn er en kommune i Landkreis München (Oberbayern), i den tyske delstat Bayern.

## Geografi
Hohenbrunn ligger sydøst for München i nærheden af motorvejskrydset  "München-Süd", og den har S-togsforbindelse til München (S6). Bydelen Riemerling er adskilt fra Hohenbrunn af marker, skov og marker, og hænger nærmest mere sammen med Ottobrunn. To kilometer mod syd ligger landsbyen Luitpoldsiedlung. I den nordøstlige skov ligger bebyggelsen Siedlung am Grasbrunner Weg.